# Beameromyia floridensis
Beameromyia floridensis là một loài ruồi trong họ Asilidae. Beameromyia floridensis được Johnson miêu tả năm 1913. Loài này phân bố ở vùng Tân Bắc giới.